# دريمفول تشابترز: ذا لونغست جورني
فصول دريمفال: أطول رحلة (بالإنجليزية: Dreamfall Chapters: The Longest Journey)‏ هي لعبة فيديو من نوع لعبة فيديو مغامرات، تاريخ صدورها هو 2014، وهي متوفرة على أجهزة ويندوز وماك أو إس ووي يو. اللعبة من تطوير بليني ستوديوس وفريد ثريد جيمس ومن نشر ستيم.

## وصلات خارجية
- دريمفول تشابترز: ذا لونغست جورني على موقع IMDb (الإنجليزية)

- [official website|http://www.dreamfallchapters.com]
- Red Thread Games website
- Old community website